# Hardan al-Tikriti
Hardan ’Abdul Ghaffar al-Tikriti (em árabe: حردان عبدالغفار التكريتي) (1925 – 30 de março de 1971) foi um militar, político e diplomata iraquiano. Foi assassinado sob ordens de Saddam Hussein. Foi também vice-líder do Conselho do Comando Revolucionário e vice-presidente do Iraque.
Al-Tikriti foi um dos líderes do Partido Ba'th e foi ministro da Defesa e vice-presidente sob o presidente iraquiano Ahmad Hassan al-Bakr. Em outubro de 1970, caiu em desgraça. Foi acusado de que os 12.000 soldados iraquianos estacionados na Jordânia se tinham mantido afastados durante a guerra civil (setembro Negro) em setembro de 1970 e não tinham agido a favor dos refugiados palestinianos. Al-Tikriti teria concordado com o Ministro da Defesa sírio, Hafez al-Assad. Em 1971, al-Tikriti foi assassinado no Kuwait por ordem do futuro Presidente Saddam Hussein.